# 김재준
김재준(金在俊, 1901년 9월 26일 ~ 1987년 1월 27일)은 한국기독교장로회(약칭 '기장') 형성과 조선신학원(현재 한신대학교) 설립에 공헌한 장로교 목사이며 일제강점기, 대한민국의 대표적인 진보적인 신학자이다. 호는 장공(長空)이다. 그는 개혁신학의 관점에서는 완전히 반대하는 성서 비평학을 추구했다.

## 생애

### 개신교 입교와 조선신학원 설립 참여
1901년 함경북도 경흥에서 태어났으며, 청년기에 부흥사 김익두의 부흥회에 참석하여 본인의 고백으로는 "성령의불길에 사로잡혔다"고 본인의 장공전집 1에 고백하고 있다. 그 후 유학자의 집안에서 태어나 유학자의 품세를 지녔던 청년 김재준은 개신교에 입교하게 되었다. 그는 유학자 아버지에게 사서삼경과 동양고전을 배웠으며, 일본 도쿄 아오야마(靑山) 학원 신학부에서 공부하였다. 일본에서는 카가와 토요히코의 영향을 받았다. 이후 미국 프린스턴신학교, 웨스턴신학교(현재 피츠버그신학대학원)에서 공부하여 구약성서학으로 학위(S.T.M.)를 받았다.
1933년 평양 숭인상업학교에서 교목 겸 교사로서 성서를 가르쳤다. 김재준은 1940년 조선신학원(현재 한신대학교)를 세우는 실무책임을 맡는다. 이는 일제의 신사참배 요구 때문에, 서양선교사들이 평양에 세운 조선예수교장로회신학교(일명 평양신학교)가 폐쇄되자, 서양 선교사가 아닌 순수한 조선 사람이 교육하고 교육받는 장을 세우려고 계획한 선각자 김대현 장로의 부름을 받고 김재준은 조선신학원을 설립하는 일에 앞장선다. 하지만 성서비평학 수용여부로 조선예수교장로회와 갈등을 겪게 되면서 1935년 '어빙던(Abingdon) 단권성경주석(單券聖經註釋)사건'어빙던주석은 미국 감리교출판사에서 발간된 주석이었지만 한국에서는 많은 유학신학생들이 참고를 하며 공부를 하였다. 어빙던성서주석사건이 일어났을 때 송창근(宋昌根)·한경직(韓景職) 목사와 함께 신학자들로부터 성서의 문자적 무오설(축자영감설)을 부정한다며 이단이라는 공격을 받았다. 이후, 1953년 대한예수교장로회에 의해 장로교 목사직을 제명당했다. 1953년 대한장로회 제38회 총회에서는 "목사 김재준씨는 제 36회 총회결의 위반급 성경유오설을 주장하였으므로 권징조례 제 6장 42조에 의하여 예수의 이름과 그 직권으로 목사직을 파면하고 또 그 직분행함을 금하노라 선언"하였다. 하지만 박형룡목사를 중심으로한 교권파에 대항하여 대구에서는 호헌총회를 개최 호헌총회란 장로교헌법을 수호하겠다는 총회로 이에 대구에서 모인 80여명의 목사들을 중심으로 대한예수교장로회를 대한기독교장로회를 출범하게 되었다. 이에 장로교회에서 목사직을 박탈하려했지만 총회는 목사의 파면권이 없고, 당시 김재준목사가 속해있던 경기노회에서는 김재준목사를 파면하지 않았다.  김재준을 중심으로 한 호헌총회는 대한기독교장로회를 출범하고 당시 한국신학대학(우리나라최초의신학대학- 초대학장은 함태웅부통령이었다.) 이후 대한기독교장로회는 한국기독교장로회를 명칭을 변경하며 김재준의 신학을 기반으로 세상의 화살촉으로 살고자 고백하며 한국의 민주화 통일운동에 매진하게 된다. 한국기독교장로회의 교단신학교인 한국신학대학(조선신학교)의 이후 한신대학교로 종합화가 되었다.

### 민주화운동에 참여하다.
1969년, 당시 박정희 대통령에 반대하는 민주화운동에 참여했다. 보수적인 교계의 원로목사들은 목사가 왜 정치에 관여하냐며 비난했다. 하지만 교계원로목사들이 교회의 민주화운동참여를 반대한 진짜 이유는 박정희 군사정권을 지지하고 있었기 때문이다. 당시 보수적인 대다수의 개신교계에서는 5.16 군사정변을 하나님의 뜻으로 미화하며, 군사반란을 지지하는 설교를 할 정도로 반공주의 성격의 군사정권을 지지하고 있었고, 민주화운동을 하는 소수의 그리스도인들이나 진보인사들을 정치목사취급하거나 공산주의자 취급하는 경향이 있었다. 실제로 한국대학생선교회(KCCC)의 총재인 김준곤 목사는 대학생선교회 설립으로 학원선교에 기여했지만, 박정희 군사독재정권에 대해 예언자적인 목소리를 내기보다는, '한국과 세계의 기독교인들이 지지해야 할 반공주의적인 정권'이라고 찬양하는 과오를 범하였으며,, 구약성서 출애굽기에 근거, 민중을 하나님의 구원역사를 이루는 주체로 해석하여 민주화운동에 참여하던 민중신학자들을 한국교회에서는 사회주의 또는 공산주의자 취급하는 경우도 있었다.
하지만 그는 개신교 목사의 양심상 성직자의 의무인 예언자 역할을 버릴수는 없었다. 그래서, 기독교 단체에 다니며, 군사정권의 연장을 뜻하는 삼선개헌에 반대하는 민주화운동에 그리스도인들이 동참할 것을 권유했다. 이러한 국민들과 양심적인 지식인들의 저지에도 불구하고 1969년 9월 14일 새벽, 개헌안은 기습적으로 통과 되어 군사정권의 장기집권이 시작되었다. 하지만, 김재준은 자신의 예언자적인 양심실천을 중단하지 않았고, 그의 제자인 문익환 목사, 서남동, 안병무 등의 민중신학자들은 이를 계승한다. 참고로 김재준 목사는 찬송가 '어둔 밤 마음에 잠겨'를 1966년 작사하였는데 1절과 2절은 장공 김재준목사가 3절은 늦봄 문익환목사가 작사하였다.  개신교 찬송가에는 582장(통 261장)에, 성공회 성가에는 568장에 있다.

## 국민훈장 무궁화장 추서
장공 김재준은 민주화운동과 성서비평학을 통한 한국교회 신학발전에 기여한 업적이 인정되어 2002년 12월 국민훈장 무궁화장이 추서되었다.

## 같이 보기
- 한국의 신학자 목록
- 개혁신학자
- 송창근
- 채필근
- 주기철
- 박형용
- 박윤선
- 김치선

## 참조
1. ↑  《대한장로회 총회 제38회 총회록》p238
2. ↑  "한국교회의 과거사 고백,군사정권하의 한국교회",기독교 사상,대한 기독교서회)
3. ↑  죽재 서남동 목사 기념사업회 발족 기념설교문에서 발췌
4. ↑  [역사를 바꾼 크리스천] 장공 김재준 목사… 교회개혁 비전 제시한 선각자 2002년 12월 30일자 국민일보